# Per Lennartsson
Per-Arne "Pelle" Lennartsson, född 2 mars 1958 i Vetlanda, är en före detta svensk bandy- och fotbollsspelare.
Pelle Lennartsson spelade hela sin karriär i sin moderklubb Vetlanda BK och han är den som har spelat flest matcher genom tiderna i Vetlanda BK:s gula tröja. Han gjorde A-lagsdebut som 15-åring 1974 då Vetlanda BK låg i division II. Han gjorde allsvensk debut 1978. Vid SM-finalen i bandy 1991, då Vetlanda BK besegrade Västerås SK med 4-2, gjorde han samtliga Vetlanda BK:s mål. Han avslutade sin karriär 1998.
Parallellt med bandykarriären spelade Lennartsson elitfotboll i Myresjö IF i dåvarande division 2.
Under senare år är Per Lennartsson en engagerad ungdomsledare i Vetlanda BK:s gedigna ungdomsorganisation. Han har bland annat tagit VBK:s U-15 lag till vinst i SM för femtonåringar och U-16-laget till vinst i Avalanche Cup 2007. Lennartsson har också varit ledare för Smålandslaget för 15-åringar.
Lennartsson har erhållit hederstiteln Stor grabb. som nummer 194.
Lennartsson har tre barn: fotbollsspelaren Petter Lennartsson (född 1988), bandyspelaren Philip Lennartsson (född 1991) samt dottern Stina Lennartsson (född 1997) som spelar fotboll i damlandslaget.